# Reginald Potts
Reginald Hubert Potts (* 3. Januar 1892 in London; † 21. März 1968 in Worthing) war ein britischer Turner.

## Erfolge
Reginald Potts nahm 1912 an den Olympischen Spielen in Stockholm teil und nahm unter anderem am Einzelmehrkampf teil, den er auf dem 32. Platz beendete. Darüber hinaus gehörte er zur britischen Turnriege im Mannschaftsmehrkampf. Dabei traten insgesamt fünf Mannschaften an, die aus 16 bis 40 Turnern bestanden und während des einstündigen Wettkampfs gleichzeitig antreten mussten. Bewertet wurden neben der Ausführung der Übungen an den Geräten auch das Verlassen und der Wechsel der Geräte sowie der Einmarsch zu Beginn. Am Ende wurden anhand eines Durchschnittswerts der einzelnen Nationen die Abschlussplatzierungen ermittelt. Neben den Briten traten auch Turnriegen aus Italien, Ungarn, dem Deutschen Reich und Luxemburg an. Mit 53,15 Punkten setzten sich die Italiener gegen ihre Konkurrenten durch. Die Ungarn erzielten indes 45,45 Punkte und belegten damit vor den drittplatzierten Briten mit 36,90 Punkten den zweiten Platz. Potts gewann somit zusammen mit seinem Halbbruder Edward Potts sowie Albert Betts, William Cowhig, Sidney Cross, Harry Dickason, Herbert Drury, Bernard Franklin, Leonard Hanson, Samuel Hodgetts, Charles Luck, William MacKune, Ronald McLean, Alfred Messenger, Henry Oberholzer, Edward Pepper, George Ross, Charles Simmons, Arthur Southern, William Titt, Charles Vigurs, Samuel Walker und John Whitaker die Bronzemedaille.
1912 und 1913 gewann Potts mit dem Northampton Polytechnic Institute mit dem Adams Shield die britischen Mannschaftsmeisterschaften. Ein Jahr darauf unterlagen sie im Finale zwar Birmingham City, dafür gelang es Potts, erstmals englischer Meister im Einzelmehrkampf zu werden. Er arbeitete als Angestellter bei Lloyd’s of London.